# Kerion

Kerion celsi

Das Kerion (auch Kerion Celsi, nach Aulus Cornelius Celsus) ist eine knopfartige, erhabene, hochgradige Entzündung der Haut bei Dermatophytosen. Sie stellt die Maximalform der dermatophytotischen Symptome dar und wird nur bei Infektionen mit nicht an den Wirt angepassten Dermatophyten beobachtet, beispielsweise zoophile Erreger beim Menschen, meist bei einer Tinea capitis. Sehr häufig liegt dem Kerion eine bakterielle Sekundärinfektion zugrunde, und es kann Eiter aus der Tiefe der Veränderung ausgedrückt werden. Da es bei einem Kerion immer zu einem tiefen Eindringen der Pilze kommt, ist eine systemische Behandlung indiziert. Die Abheilung erfolgt meist unter Bildung haarloser Narben (narbige Alopezie).